# Belgische kampioenschappen atletiek 1935
In 1935 werden de Belgische kampioenschappen atletiek Alle Categorieën voor mannen gehouden op 16 juni en 7 juli in het Olympisch Stadion te Antwerpen. De 3000 m steeple vond op 15 september plaats in Doornik. Tijdens deze kampioenschappen stond voor het eerst het hink-stap-springen op het programma. Daarbij verbeterde Émile Binet met een sprong  van 12,86 m het Belgisch record van Charles Robijn, gevestigd in 1904.
De kampioenschappen voor vrouwen werden op 4 augustus gehouden in Schaarbeek.

## Uitslagen

### 100 m
| rang   | atleet           | prestatie |
| ------ | ---------------- | --------- |
| Goud   | Dieudonné Guthy  | 11,0 s    |
| Zilver | Eddie Burg       | 11,1 s    |
| Brons  | Etienne Naessens | 11,2 s    |

| rang   | atlete          | prestatie |
| ------ | --------------- | --------- |
| Goud   | Anna Van Rossum | 13,0 s    |
| Zilver | Juliette Segers |           |
| Brons  | Mimi Simon      |           |

### 200 m
| rang   | atleet           | prestatie |
| ------ | ---------------- | --------- |
| Goud   | Eddie Burg       | 22,9 s    |
| Zilver | Etienne Naessens | 23,0 s    |
| Brons  | Dieudonné Guthy  | 23,3 s    |

| rang   | atlete          | prestatie |
| ------ | --------------- | --------- |
| Goud   | Juliette Segers | 27,3 s    |
| Zilver | Anna Van Rossum | op 0,5 m  |
| Brons  | Mimi Simon      |           |

### 400 m
| rang   | atleet       | prestatie |
| ------ | ------------ | --------- |
| Goud   | Jan Verhaert | 50,5 s    |
| Zilver | Odon Dewincq | 51,1 s    |
| Brons  | Henry        | 51,9 s    |

### 800 m
| rang   | atleet            | prestatie |
| ------ | ----------------- | --------- |
| Goud   | Jan Verhaert      | 1.56,8    |
| Zilver | René Geeraert     | 1.56,8    |
| Brons  | Fernand Watticant | 2.00,6    |

| rang   | atlete              | prestatie |
| ------ | ------------------- | --------- |
| Goud   | Jeanne van Kesteren | 2.34,0    |
| Zilver | Bonay               | op 15 m   |
| Brons  | Germaine Lormiez    |           |

### 1500 m
| rang   | atleet           | prestatie |
| ------ | ---------------- | --------- |
| Goud   | Cyrille De Vuyst | 4.05,8    |
| Zilver | Louis Vanpeborgh | 4.06,6    |
| Brons  | Wéry             | 4.17,4    |

### 5000 m
| rang   | atleet          | prestatie |
| ------ | --------------- | --------- |
| Goud   | Oscar Van Rumst | 15.11,6   |
| Zilver | Ward Schroeven  | 15.35,4   |
| Brons  | Oscar Naert     | 15.41,2   |

### 10.000 m
| rang   | atleet              | prestatie |
| ------ | ------------------- | --------- |
| Goud   | Oscar Naert         | 32.52,0   |
| Zilver | Frans Van der Steen | 33.01,0   |
| Brons  | René Van Broeck     | 33.16,0   |

### 110 m horden/80 m horden
| rang   | atleet        | prestatie |
| ------ | ------------- | --------- |
| Goud   | Émile Binet   | 16,1 s    |
| Zilver | Jules Bosmans | 16,9 s    |
| Brons  | Jef Lekens    | 17,3 s    |

| rang   | atlete | prestatie |
| ------ | ------ | --------- |
| Goud   |        |           |
| Zilver |        |           |
| Brons  |        |           |

### 200 m horden
| rang   | atleet            | prestatie |
| ------ | ----------------- | --------- |
| Goud   | Henri Regemeutter | 27,1 s    |
| Zilver | Jef Lekens        | 27,6 s    |
| Brons  | Van Aken          | 28,0 s    |

### 400 m horden
| rang   | atleet            | prestatie |
| ------ | ----------------- | --------- |
| Goud   | Jules Bosmans     | 58,9 s    |
| Zilver | Henri Regemeutter | 59,1 s    |
| Brons  | Jef Lekens        | 61,0 s    |

### 3000 m steeple
| rang   | atleet          | prestatie |
| ------ | --------------- | --------- |
| Goud   | Oscar Van Rumst | 10.02,0   |
| Zilver | Jan Chapelle    |           |
| Brons  | Mathot          |           |

### Verspringen
| rang   | atleet         | prestatie |
| ------ | -------------- | --------- |
| Goud   | Émile Binet    | 6,77 m    |
| Zilver | René De Vilder | 6,54 m    |
| Brons  | Louis Delaet   | 6,335 m   |

| rang   | atlete            | prestatie |
| ------ | ----------------- | --------- |
| Goud   | Catherine Stevens | 4,97 m    |
| Zilver | Elise Vantruijen  | 4,74 m    |
| Brons  |                   |           |

### Hink-stap-springen
| rang   | atleet        | prestatie    |
| ------ | ------------- | ------------ |
| Goud   | Émile Binet   | 12,86 m (NR) |
| Zilver | Delaet        | 11,89 m      |
| Brons  | Louis Mulkens | 11,23 m      |

### Hoogspringen
| rang   | atleet              | prestatie |
| ------ | ------------------- | --------- |
| Goud   | Pierre de Flotow    | 1,70 m    |
| Zilver | Louis Hayens        | 1,70 m    |
| Brons  | August Schietecatte | 1,70 m    |

| rang   | atlete           | prestatie |
| ------ | ---------------- | --------- |
| Goud   | Elise Vantruijen | 1,45 m    |
| Zilver | Léontine Stevens | 1,40 m    |
| Brons  | Jeanne Meersman  | 1,30 m    |

### Polsstokhoogspringen
| rang   | atleet            | prestatie |
| ------ | ----------------- | --------- |
| Goud   | Pierre Leemans    | 3,50 m    |
| Zilver | Gaston Etienne    | 3,40 m    |
| Zilver | Maurice Boulanger | 3,40 m    |

### Kogelstoten
| rang   | atleet            | prestatie |
| ------ | ----------------- | --------- |
| Goud   | Auguste Vos       | 13,20 m   |
| Zilver | René Vande Voorde | 13,01 m   |
| Brons  | Fernand Mingels   | 11,955 m  |

| rang   | atlete          | prestatie |
| ------ | --------------- | --------- |
| Goud   | Anna Van Rossum | 7,98 m    |
| Zilver | Rachel Donvil   | 7,85 m    |
| Brons  | Jenny Toitgans  | 7,68 m    |

### Discuswerpen
| rang   | atleet            | prestatie |
| ------ | ----------------- | --------- |
| Goud   | Auguste Vos       | 39,16 m   |
| Zilver | René Vande Voorde | 38,83 m   |
| Brons  | Fred Zinner       | 36,12 m   |

| rang   | atlete         | prestatie |
| ------ | -------------- | --------- |
| Goud   | Jenny Toitgans | 29,22 m   |
| Zilver | José Paques    | 28,35 m   |
| Brons  | Rachel Donvil  | 22,67 m   |

### Speerwerpen
| rang   | atleet          | prestatie |
| ------ | --------------- | --------- |
| Goud   | Jules Herremans | 56,32 m   |
| Zilver | Gaston Etienne  | 55,39 m   |
| Brons  | Émile Ninnin    | 54,27 m   |

| rang   | atlete              | prestatie |
| ------ | ------------------- | --------- |
| Goud   | Jeanne van Kesteren | 32,60 m   |
| Zilver | Jenny Toitgans      | 24,26 m   |
| Brons  | Mimi Simon          | 18,28 m   |

1889 · 
1890 · 
1891 · 
1892 · 
1893 · 
1894 · 
1895 · 
1896 · 
1897 · 
1898 · 
1899 · 
1900 · 
1901 · 
1902 · 
1903 · 
1904 · 
1905 · 
1906 ·
1907 ·
1908 · 
1909 · 
1910 · 
1911 · 
1912 · 
1913 · 
1914 · 
1919 · 
1920 · 
1921 · 
1922 · 
1923 · 
1924 · 
1925 · 
1926 · 
1927 · 
1928 · 
1929 · 
1930 · 
1931 · 
1932 · 
1933 · 
1934 · 
1935 · 
1936 · 
1937 · 
1938 · 
1939 · 
1940 · 
1941 · 
1942 · 
1943 · 
1944 · 
1945 · 
1946 · 
1947 · 
1948 · 
1949 · 
1950 · 
1951 · 
1952 · 
1953 · 
1954 · 
1955 · 
1956 · 
1957 · 
1958 · 
1959 · 
1960 · 
1961 · 
1962 · 
1963 · 
1964 · 
1965 · 
1966 · 
1967 · 
1968 · 
1969 · 
1970 · 
1971 · 
1972 · 
1973 · 
1974 · 
1975 · 
1976 · 
1977 · 
1978 · 
1979 · 
1980 · 
1981 · 
1982 · 
1983 · 
1984 · 
1985 · 
1986 · 
1987 · 
1988 · 
1989 · 
1990 · 
1991 · 
1992 · 
1993 · 
1994 ·
1995 · 
1996 · 
1997 · 
1998 · 
1999 · 
2000 · 
2001 · 
2002 · 
2003 · 
2004 · 
2005 · 
2006 · 
2007 · 
2008 · 
2009 · 
2010 · 
2011 · 
2012 · 
2013 · 
2014 · 
2015 · 
2016 · 
2017 · 
2018 · 
2019 · 
2020 · 
2021 · 
2022 · 
2023 · 
2024